# Myosotis bothriospermoides
Myosotis bothriospermoides är en strävbladig växtart som beskrevs av Kitagawa. Myosotis bothriospermoides ingår i släktet förgätmigejer, och familjen strävbladiga växter. Inga underarter finns listade i Catalogue of Life.